# Ficus schwarzii
Ficus schwarzii är en mullbärsväxtart som beskrevs av Sijfert Hendrik Koorders. Ficus schwarzii ingår i släktet fikonsläktet, och familjen mullbärsväxter. Inga underarter finns listade i Catalogue of Life.